# Kościół Matki Bożej Nieustającej Pomocy w Łodzi
Kościół p.w. Matki Bożej Nieustającej Pomocy w Łodzi – neobarokowy kościół przy ul. Stefana Żeromskiego 56 w Łodzi.

## Historia
Kościół został zbudowany w latach 1911–1913 dla łódzkiej wspólnoty braci morawskich. Powstał w charakterystycznym dla tego wyznania kształcie dużej sali przykrytej mansardowym dachem, zwieńczonej niewielką sygnaturką. Po gminie herrnhutów kościół był własnością Kościoła Ewangelicko-Augsburskiego w RP.
Po II wojnie światowej przy kościele istniała parafia Polskiego Kościoła Starokatolickiego. W latach 1945–1948 budynek pełnił funkcję katedry biskupa starokatolickiego, Władysława Farona. Po parafii Polskiego Kościoła Starokatolickiego, od 1948 kościół użytkowała parafia Polskiego Narodowego Kościoła Katolickiego, a od 1951 parafia Kościoła Polskokatolickiego pod wezwaniem Matki Bożej Nieustającej Pomocy.
W 1990 Kościół Ewangelicko-Augsburski w RP wymówił dzierżawę polskokatolikom. Od lat 90. XX wieku kościół stał nieużytkowany. Na początku XXI wieku zakupiła go osoba prywatna. Urządzono w nim magazyn sprzętu AGD.
1 czerwca 2019 roku około 5:45 w byłej świątyni wybuchł pożar, prawdopodobnie zaprószony przez pomieszkujących tu dwóch bezdomnych mężczyzn, z których jeden zginął w pożarze.
16 sierpnia 2024 roku budynek uległ zawaleniu.